# Marqueur permanent

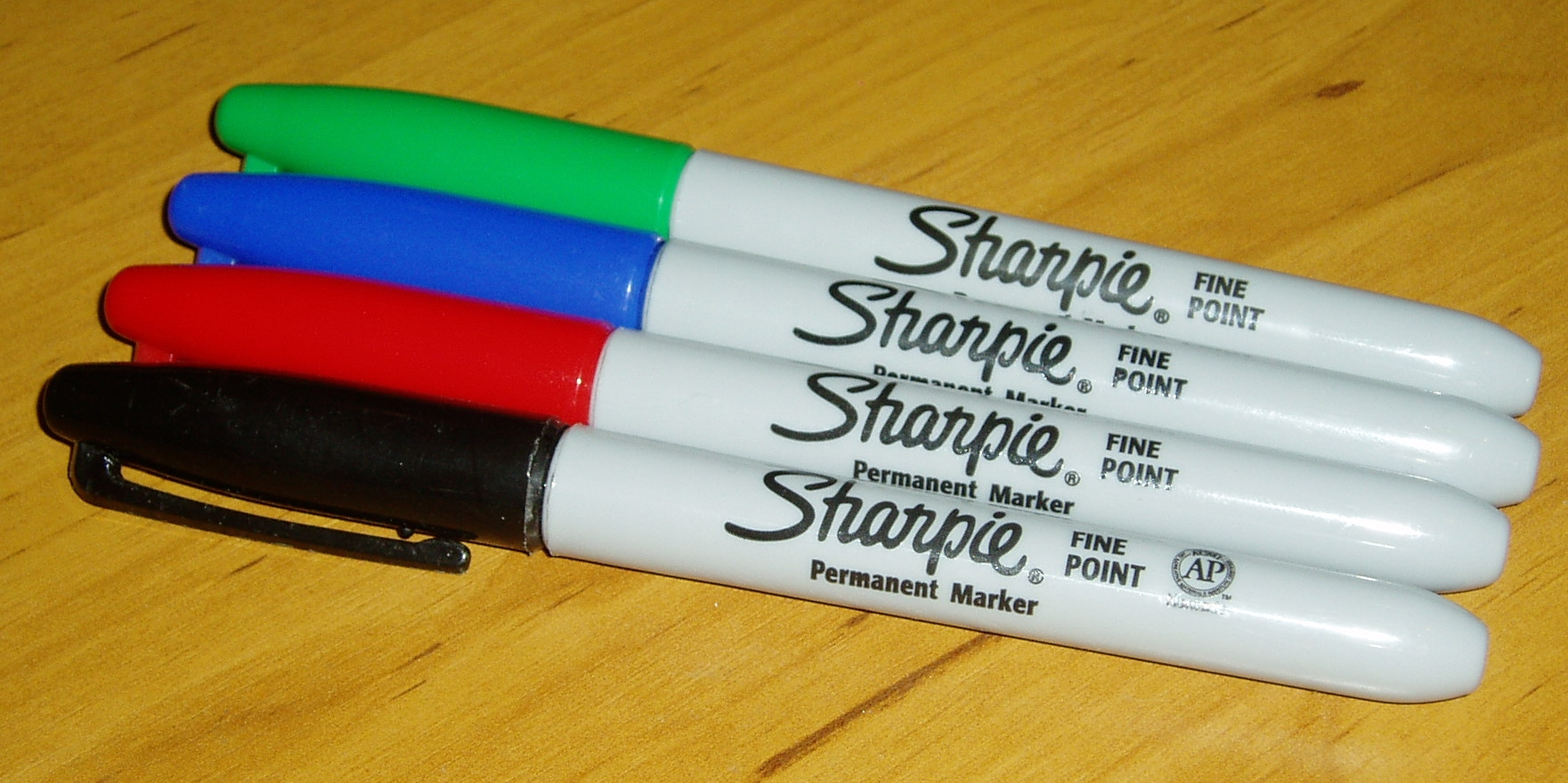
Assortiment de marqueurs permanents.

Un marqueur permanent ou indélébile est un type de feutre, utilisé pour tracer des inscriptions résistantes à la lumière et à l'eau. Cette encre permet d'écrire sur papier, sur métal, sur verre et généralement sur une variété de supports. Il en existe une grande diversité de tailles (ultra fin à épais), de formes et de couleurs.
La solidité lumière est généralement meilleure pour la couleur noire.
L'encre sèche reste soluble par application d'un solvant tel que l'acétone. Sur des surfaces suffisamment solides, elle se nettoie à l'aide d'un nettoyeur haute-pression.
Comme dans le cas de la peinture aérosol ou de la peinture à l'aérographe, le marqueur permanent libère lors de son utilisation des composés organiques volatils (COV) et doit par conséquent être utilisé dans un lieu aéré ou en portant un masque à charbon actif. Des gants peuvent aussi être portés pour éviter la migration des composants à travers la peau.

## Usage déconseillés
Les marqueurs permanents sont souvent utilisés sur les CD-Rom et les DVD, mais cette pratique est considérée comme leur étant préjudiciable. La surface sur laquelle on écrit n'est séparée de la couche qui contient les informations que par une fine couche de vernis, que la norme n'oblige pas à résister aux solvants.
Généralement, l'encre contient du xylène et du toluène, cancérigènes[réf. souhaitée]. Les marqueurs indélébiles ne doivent pas être utilisés sur la peau, on préfèrera le bleu de méthylène ou le henné pour faire des tatouages provisoires.